# Saugetia
Saugetia es un género de plantas herbáceas perteneciente a la familia de las poáceas. Es originario de las Indias Occidentales.
Algunos autores lo incluyen en el género Enteropogon.

## Especies
- Saugetia fasciculata Hitchc. y Chase
- Saugetia pleiostachya Ekman